# Jangdo (Boseong-gun)
Jangdo (koreanska: 장도) är en ö i Sydkorea.   Den ligger i provinsen Södra Jeolla, i den södra delen av landet, 300 km söder om huvudstaden Seoul. Arean är 2,7 kvadratkilometer.
Terrängen på Jangdo är platt. Öns högsta punkt är 59 meter över havet. Den sträcker sig 3,1 kilometer i nord-sydlig riktning, och 2,8 kilometer i öst-västlig riktning.